# شیعه در اسلام (کتاب)
شیعه در اسلام (به انگلیسی: Shi'a Islam) از آثار مهم سیّد محمّدحسین طباطبایی است.
این کتاب که توسط سید حسین نصر به انگلیسی ترجمه شد، نخستین کتاب در سطح آکادمیک در مورد تشیع است که توسط یک نگارنده شیعه برای مخاطبان انگلیسی زبان نگاشته گردید. هدف حامیان این پروژه (دانشگاه کولگیت در نیویورک) ارائه دیدی آکادمیک از تشیع از دیدگاه خود تشیع بود.
نگاشتن این کتاب ۶ سال بدرازا انجامید، و سرانجام در سال ۱۹۷۹ توسط انتشارات دانشگاه ایالتی نیویورک منتشر گشت.
این کتاب از کتب درسی حوزه‌های علمیه کشور در پایه دوم است.